# Hans-Jürgen Mahlitz
Hans-Jürgen Mahlitz-Stecher (* 1942 in Würzburg) ist ein deutscher Journalist und politischer Publizist. Er war langjähriger Chefredakteur des Deutschland-Magazins und der Preußischen Allgemeinen Zeitung.

## Werdegang
Mahlitz wuchs in Düsseldorf auf und studierte nach dem humanistischen Abitur 1963 am Humboldt-Gymnasium Düsseldorf mit Latinum, Graecum und Hebraicum Evangelische Theologie, Politische Wissenschaft und Physik (Gasthörer) an der Freien Universität Berlin, der Eberhard Karls Universität Tübingen und der Rheinischen Friedrich-Wilhelms-Universität Bonn.
Während des Studiums arbeitete er im Korrespondentenbüro des Evangelischen Pressedienstes (epd). Nach einem Volontariat beim Bonner Generalanzeiger (1968) war er fast 14 Jahre für den Kölner Stadtanzeiger tätig, zunächst als Nachrichtenredakteur, dann im Feuilleton, zuständig für Wissenschaft, Technik und Umwelt, und zuletzt in der Redaktion in Bonn. 1982 wechselte er zu dem von der nationalkonservativen Deutschland-Stiftung herausgegebenen monatlich erscheinenden Deutschland-Magazin, dessen Chefredakteur er 1984 wurde.
Mahlitz ist Gründungsmitglied der im November 1996 entstandenen Initiative Stimme der Mehrheit, laut Selbstverständnis ein „Zusammenschluss frei denkender Schriftsteller, Journalisten, Verleger und Wissenschaftler, die in wertkonservativen und liberalen Gedanken übereinstimmen“ und deren Ziel es ist, „dem Linkskartell innerhalb großen Teilen der ‚schreibenden Zunft‘ eine schlagkräftige Alternative entgegenzusetzen“. Dieser Initiative gehörten seinerzeit über 100 teilweise namhafte Persönlichkeiten an. Mahlitz betrieb zeitweise deren Internetpräsenz; von 2006 bis 2009 amtierte er als deren Vorsitzender/Sprecher, trat aber dann aus persönlichen und politischen Gründen aus.
Im November 2000 wurde er Chefredakteur des in Hamburg erscheinenden Ostpreußenblattes. Die Erweiterung des Titels dieser Wochenzeitung im Jahre 2003 in Preußische Allgemeine Zeitung/Das Ostpreußenblatt geht maßgeblich auf ihn zurück. Mahlitz blieb bis zum August 2005 Chefredakteur der Zeitung, die er danach noch ein weiteres Jahr kommissarisch leitete und in der er bis Sommer 2015 noch regelmäßig publizierte. Danach stellte er, um sich von AfD und Pegida zu distanzieren, die Mitarbeit ein. Nach wie vor ist er als Chefredakteur und Autor für das von seiner Ehefrau Heidi Stecher herausgegebene liberal-konservative Internet-Magazin "DeutschlandDirekt" tätig.
Mahlitz war ein politischer Weggefährte und Freund des im Jahre 2002 verstorbenen Fernsehjournalisten und Chef des ZDF-Magazins, Gerhard Löwenthal. Die Liste seiner zahlreichen Interviewpartner reicht von Franz Josef Strauß, Edmund Stoiber und Horst Seehofer über Helmut Kohl und Angela Merkel bis Paul Bocuse. Er lebt in Stephanskirchen bei Rosenheim.